# シャルルヴィル・マスケット
シャルルヴィル・マスケット（仏語：Fusil Charleville、英語：Charleville muskets）は、18世紀に使用されたフランスの.69口径マスケット銃。

## 歴史
最初のフリントロック銃を作製したのはフランス人のマーリン・レ・ブールジョワ（Marin le Bourgeoys）であり、1610年にルイ13世が王位を継承した直後のことと推定されている。17世紀を通じて、多数のモデルのフリントロック式マスケット銃が製造された。
1717年にフランスは歩兵用マスケット銃を標準化した。これは全ての歩兵に対して支給される、最初の標準型マスケット銃であった。この銃は「フランス歩兵マスケット」、あるいは「フレンチ・パターン・マスケット」と呼ぶことが正しいのであろうが、後にシャルルヴィル＝メジエール兵器廠の名前をとって「シャルルヴィル・マスケット」の名前で呼ばれることになった。この銃は、チュール、サン＝テティエンヌ、モブージュや他の兵器廠でも製造された。従って、シャルルヴィルと呼ぶのは正しくないが、アメリカ独立戦争の際にアメリカ人がこの銃をシャルルヴィルと呼ぶことが多かったことから、この名前が定着した。なお、モデル1763より後期のモデルをシャルルヴィル・マスケットと呼ぶ場合もあり、全てのモデルをこの名前で呼ぶ場合があるなど、名称に関しては一定しないことに注意すべきである。
軍用小銃として使用された間に、何度かのモデル変更が実施されている。後期モデルは雷管式小銃がフリントロック銃を時代遅れとした1840年代まで使用された。

## 設計と特徴
シャルルヴィル・マスケットは、銃身内腔が平滑な滑腔銃であった。ライフル銃の方がより命中精度が高かったが、戦場での使用においては指揮官は滑腔銃の方を好んだ。ライフル銃の場合は弾丸を銃内腔に密着させる必要があり、当時の黒色火薬では数発発射すると燃えカスが内腔にこびりつくために、弾丸装填が非常に困難になったためである。黒色火薬の発砲煙は大きくすぐに発見されてしまうため、長射程・高命中精度というライフル銃の利点は、戦場ではあまり評価されなかった。他のマスケット銃同様、シャルルヴィル・マスケットの有効射程は50mないし100m程度であった。
口径は0.69インチ（17.5mm）であり、主たる対抗機種であるイギリスのブラウン・ベス・マスケットの.75口径よりやや小さかった。戦場での重量を減らすために、意図的に小口径が選ばれたためであるが、軍用としては十分な有効性を持っていた。
シャルルヴィル・マスケットの銃床はクルミ材であった。
マスケット銃の使用方法は現代のライフル銃とは異なっていた。マスケット銃は多数の歩兵が一斉射撃を行うものであった。現代の戦場では銃剣は最後の手段にすぎないが、当時においてはその役割はずっと重要であった。死傷者の1/3が銃剣によることがしばしばであったと推定されている。マスケットは戦場では、遠戦兵器とパイクのような白兵戦用武器という、2つの役割を持っていた。パイクとして使用することを前提に、シャルルヴィル・マスケットの全長や重量が決められた。短すぎるとパイクとして使用できず、またパイクや棍棒として十分な重量と、歩兵が携行できる軽さとのバランスが求められた。
射撃速度は兵の熟達度に依存したが、概ね1分間に3発程度であった。
シャルルヴィル・マスケットの銃身は、3本のバンドで銃床に固定されていたが、これはイギリスのブラウン・ベスが採用した固定ピン方式より頑丈であった。銃床の台尻白兵戦で棍棒として使用することを前提にデザインされていたため、しばしば「patte de vache（牛の足）」と呼ばれた。
シャルルヴィル・マスケットは前装式で、発火はフリントロック式であった。通常は球形弾を使用したが、Buck and Ball（球形弾と比較的大きな散弾3発をまとめて紙で包んだもの）や散弾のような他の弾種も使用可能であった。

## バリエーション

### モデル1717
17世紀後半から18世紀前半にかけて数多くのマスケットが設計されたが、その後標準化がなされてモデル1717が誕生した。このモデル1717は、.69口径銃身、全長約60インチ、重量約9－10ポンド、といった後継モデルに引き継がれる仕様が含まれていた。またモデル1717で滑腔銃身、フリントロック機構も標準化された。
他の後継モデルとは異なり、モデル1717はイギリスのブラウン・ベスと同様に固定ピンで銃身を固定していたが、銃身中央には一個の固定バンドがあった。また、木製の槊杖を格納するため、銃床下に4個の金属パイプを取り付けてあった。金属部品は全て鉄製であった。
モデル1717は銃身長46インチ、全長62インチ、重量約9ポンドであった。
合計で48,000丁のモデル1717が製造された。

### モデル1728

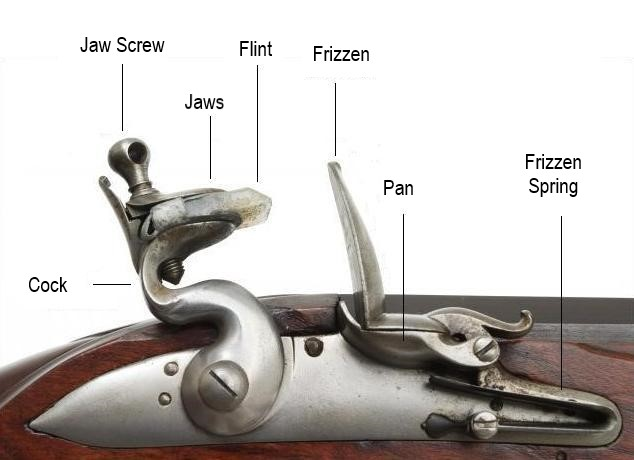
フリントロックの構成部品

モデル1728では銃身固定ピンを廃止し、銃身と銃床は3本のバンドで固定された。この方式はこれ以降モデル全てで使用された。銃身固定バンドを使用することにより、分解掃除が容易になるだけでなく、より頑丈になった。これは銃剣を用いた戦闘においては重要なことであった。
ロック機構もまた改良された。フリズン（frizzen、火蓋兼当たり金）・スプリングが長くされ、撃鉄の形状も若干変更された。
1740年代に若干の変更が加えられた。1743年には鉄製の槊杖が標準となり、1746年以降に製造された銃では火皿（pan）及びフリズンを固定する金具であるブライドルが廃止された（代わりにネジで固定する）。他にもモデル1728の製造期間中に小さな変更がなされている。但し、これらのモデルはマイナーバージョンとみなされ、一般的には新規モデルとはみなされていない。
合計で375,000丁のモデル1728が製造された。

### モデル1763
フレンチ・インディアン戦争の後、標準マスケットの再設計が行われ、モデル1763が誕生した。
銃身は46インチから44インチに短縮され、八角形の尾栓はより丸いものに変更された。「牛の足」デザインの台尻は、よりストレートな形状に変更された。槊杖先端部もトランペット型に変更された。
銃身長は短縮されたものの、モデル1763はより重く頑丈になり、重量は10ポンドを超えた。
88,000丁のモデル1763が製造された。

### モデル1766
モデル1763の堅牢なデザインは、若干重すぎることが判明したために、軽量化したモデル1766が設計された。銃身の厚みはやや薄くされ、ロックはやや短くなり、銃床も細くされた。モデル1863で採用された鉄製の槊杖カバーは、尾栓下のスプリング・ピンに変更された。槊杖先端形状も軽量化のためにトランペット型からボタン型に変更された。
通常は別モデルとみなされるが、アメリカ独立戦争時の請求書等では「軽量化モデル1763」と呼ばれることもある。
軽量化にもかかわらず、モデル1766は頑丈で信頼性が高かった。
合計で140,000丁のモデル1766が製造された。

### モデル1770 - 1776
1770年代にも、いくつかの変更が実施されているが、これらを独立したモデルとして見るか前モデルのマイナーチェンジとして見るかは一定していない。何れにせよ、多くの変更は小さなものであった。
モデル1770はロックプレートの変更、銃身バンドの強化、槊杖保持スプリングの変更が行われた。モデル1771は銃剣取り付け金具（bayonet lug）位置を移動し、銃身が強化された。モデル1770と1771はまとめて同一モデルとみなされることもある。モデル1773では、槊杖保持スプリングが再び変更された。モデル1773もモデル1770/1771のマイナーチェンジバージョンとみなされることがある。モデル1774では引き金ガードが短くなり、火蓋の後方が切断されて四角形になった。槊杖の形状も見直され西洋ナシに似た形状となった。モデル1776でも多少の変更が実施されているが、多くの場合は独立したモデルとはみなされていない。
1770年代を通じて、銃床形状は統一性なく変更されている。目立った「ストック・コーム（銃床肩当上部）」を有するものあれば、逆にそれがほとんど無い場合もある。
合計で70,000丁のモデル1770-モデル1776が製造された。

### モデル1777

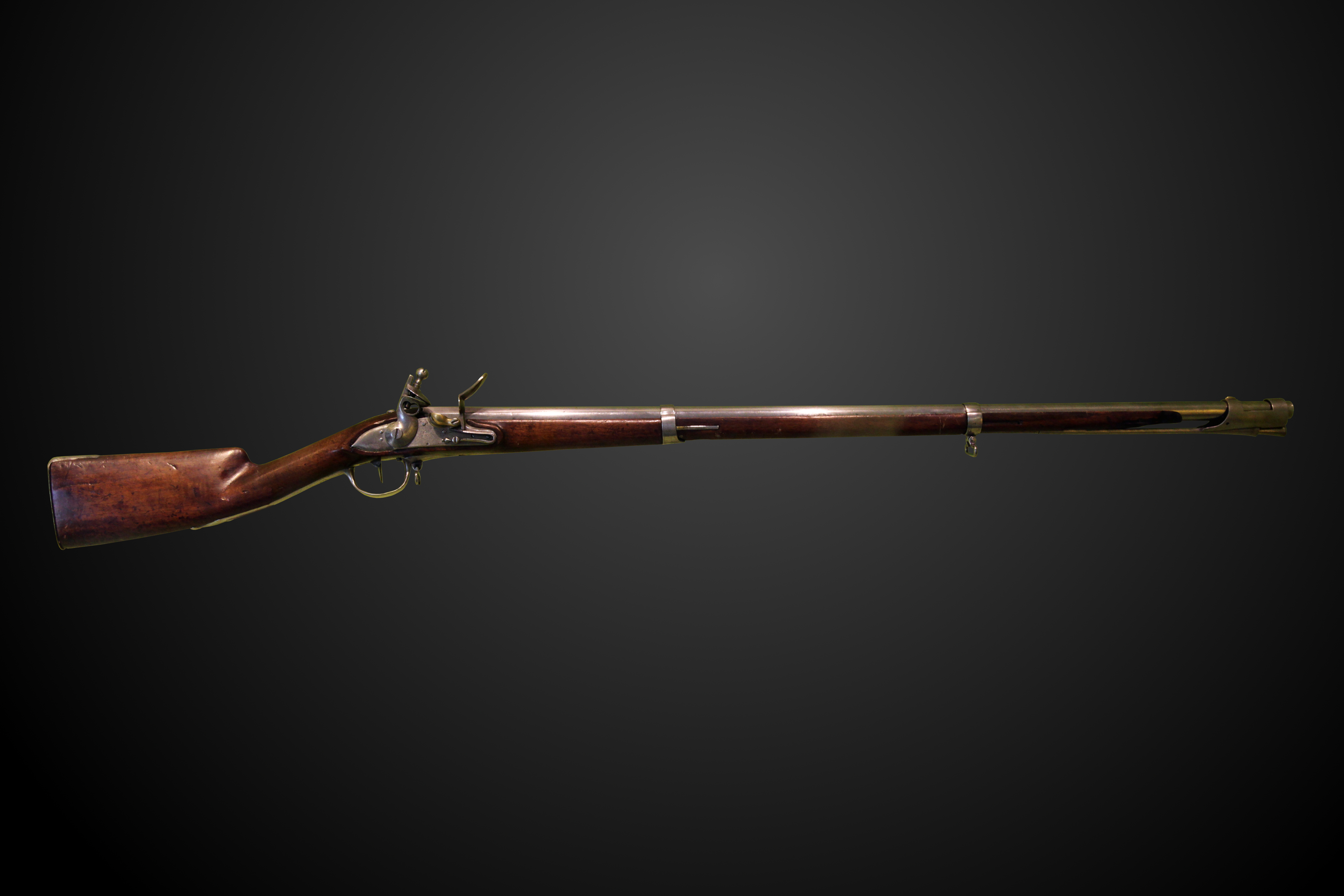
Model 1777マスケット

モデル1777では銃床のデザインが再び見直され、頬当て部分が内側に削られた。また、傾斜した真鍮製のパンとブライドルが使用され、引き金ガードもフィンガー・リッジを2個持つタイプに変更された。
モデル1777は独立戦争において多くの大陸軍（独立軍）兵士が使用したと信じられているが、これは誤りである。独立戦争においては、ジャン＝バティスト・ド・ロシャンボー将軍隷下の部隊のようなフランス兵のみが使用している。大陸軍はモデル1763とモデル1766を使用していた。

### 他のバリエーション
1754年に、フランスは士官用として短銃身のシャルルヴィル・マスケットを導入した。
モデル1763、1766及び1777では竜騎兵バージョンが製造されたが、通常の歩兵用に比較して10インチ短くなっていた。これらはまたカービン・バージョンとも呼ばれた。
モデル1777砲兵バージョンは銃身長36インチ、全長は51インチであった。金属部品はほとんど真鍮であった。
モデル1777竜騎兵バージョンは銃身長42インチ、全長は57インチであった。金属部品はほとんど真鍮であった。
モデル1777海軍バージョンは、竜騎兵バージョンと同程度の長さであった。金属部品は全てが真鍮であった。
ロシアのモデル1808マスケットはシャルルヴィル・モデル1777の設計の多くを踏襲している。このマスケットはトゥーラで製造されたことから、しばしば「トゥーラ・マスケット」と呼ばれる。ゥーラ・マスケットは1845年に雷管式マスケットに置き換えられるまで、小さな変更が実施されたのみであった。
シャルルヴィル・マスケットはオーストリア、ベルギー、プロイセンでもコピー生産された。
1830年代と1840年代に、古くなったシャルルヴィル・マスケット（多くは後期モデル）は、フリントロック式から雷管式に改造された。

## 使用
いくつかのモデルのシャルルヴィル・マスケットが,、18世紀初頭から19世紀初頭にかけてカナダの民兵で使用された。
ラファイエット将軍の影響もあり、大量のモデル1763とモデル1766がアメリカ独立戦争時に輸入された。モデル1766はアメリカのM1795マスケットの設計に大きな影響を与えた。
モデル1766とモデル1777は、アメリカ独立戦争に参加したフランス軍が使用した。
モデル1777はフランス革命とナポレオン戦争を通じて使用された。
現在でもシャルルヴィル・マスケットのレプリカが数種類製造されている。これらの銃は、ヨーロッパ、米国双方において歴史再現イベントで使用されている。

## 参考資料
- Jeff Kinard: Pistols: An Illustrated History of Their Impact, ABC-CLIO (November 23, 2004), ISBN 978-1851094707
- Frank McLynn: Napoleon: a biography, Arcade Publishing (April 30, 2003), ISBN 978-1559706704
- Don Troiani, Earl J. Coates, James L. Kochan: Don Troiani's soldiers in America, 1754-1865', Stackpole Books (January 1, 1998), ISBN 978-1422393161
- Harold Leslie Peterson: Arms and Armor in Colonial America, 1526-1783, Dover Publications; Unabridged edition (December 20, 2000), ISBN 978-0486412443
- "Small Arms", the Encyclopedia American, 1920